# Química teórica
A química teórica inclui o uso da física para explicar o predizer fenômenos químicos. Nos últimos anos, tem sido construída principalmente pelo desenvolvimento da química quântica, por exemplo, na aplicação de mecânica quântica a problemas de química. A química teórica pode ser dividida amplamente em ramos como estrutura eletrônica, dinâmica, e mecânica estatística. No processo de resolver os problemas de predizer a reatividade química, todos os processos anteriores podem ser usados em diferente profundidade. Outras áreas "variadas" na química teórica incluem a caracterização matemática da química "bruta" em vários estágios (por exemplo no estudo da cinética química) e o estudo da aplicação dos mais recentes desenvolvimentos matemáticos aplicados às áreas básicas de estudo (como por exemplo, a possível aplicação dos princípios de topologia ao estudo da estrutura eletrônica). A última área desenvolvida na química teórica é normalmente chamada química matemática.